# Felix Frank
Felix Frank (Kassel, 8 de febrero de 1993) es un deportista alemán que compite en piragüismo en la modalidad de aguas tranquilas.
Ganó dos medallas en el Campeonato Mundial de Piragüismo, en los años 2019 y 2024, y dos medallas en el Campeonato Europeo de Piragüismo de 2022. En los Juegos Europeos de Cracovia 2023 consiguió una medalla de plata en la prueba de K2 500 m.

## Palmarés internacional
| Campeonato Mundial | Campeonato Mundial      | Campeonato Mundial | Campeonato Mundial |
| Año                | Lugar                   | Medalla            | Competición        |
| ------------------ | ----------------------- | ------------------ | ------------------ |
| 2019               | Szeged (Hungría)        | Medalla de oro     | K4 1000 m          |
| 2024               | Samarcanda (Uzbekistán) | Medalla de bronce  | K2 1000 m          |
| Juegos Europeos    |                         |                    |                    |
| Año                | Lugar                   | Medalla            | Competición        |
| 2023               | Cracovia (Polonia)      | Medalla de plata   | K2 500 m           |
| Campeonato Europeo |                         |                    |                    |
| Año                | Lugar                   | Medalla            | Competición        |
| 2022               | Múnich (Alemania)       | Medalla de oro     | K4 1000 m          |
| 2022               | Múnich (Alemania)       | Medalla de plata   | K2 500 m           |